# Plectocomia mulleri
Plectocomia mulleri är en enhjärtbladig växtart som beskrevs av Carl Ludwig von Blume. Plectocomia mulleri ingår i släktet Plectocomia och familjen Arecaceae. Inga underarter finns listade i Catalogue of Life.